# Colorado Rapids
A Colorado Rapids egy amerikai labdarúgócsapat, amely az észak-amerikai első osztály (Major League Soccer) 10 alapító tagjának egyike. Székhelye Commerce City, Colorado. A csapat színei a vörös, a kék és a fehér.

## Sikerek
- MLS
  - Bajnok (1): 2010

## Játékoskeret
2023. április 25. szerint.
| #  |     | Poszt | Név                                                    |
| -- | --- | ----- | ------------------------------------------------------ |
| 1  | SRB | K     | Marko Ilić (kölcsönben a Kortrijk csapatától)          |
| 2  | USA | V     | Keegan Rosenberry                                      |
| 4  | SCO | V     | Danny Wilson                                           |
| 5  | DEN | V     | Andreas Maxsø                                          |
| 6  | GHA | V     | Lalas Abubakar                                         |
| 7  | USA | CS    | Jonathan Lewis                                         |
| 8  | BRA | KP    | Max Alves                                              |
| 11 | CHI | CS    | Diego Rubio                                            |
| 12 | COL | KP    | Michael Barrios                                        |
| 14 | ENG | CS    | Calvin Harris                                          |
| 15 | USA | KP    | Danny Leyva (kölcsönben a Seattle Sounders csapatától) |
| 16 | AUS | V     | Alex Gersbach                                          |
| 18 | USA | KP    | Oliver Larraz                                          |
| 19 | ENG | KP    | Jack Price                                             |
| 20 | IRE | KP    | Connor Ronan                                           |
| 21 | HON | KP    | Bryan Acosta                                           |

| #  |                | Poszt | Név                |
| -- | -------------- | ----- | ------------------ |
| 22 | USA            | K     | William Yarbrough  |
| 23 | USA            | KP    | Cole Bassett       |
| 26 | USA            | K     | Abraham Rodriguez  |
| 27 | USA            | V     | Sebastian Anderson |
| 28 | SCO            | KP    | Sam Nicholson      |
| 29 | ARG            | KP    | Braian Galván      |
| 30 | USA            | V     | Aboubacar Keita    |
| 31 | Fülöp-szigetek | V     | Anthony Markanich  |
| 33 | IRN            | V     | Steven Beitashour  |
| 34 | USA            | V     | Michael Edwards    |
| 64 | CAN            | V     | Moïse Bombito      |
| 77 | USA            | CS    | Darren Yapi        |
| 91 | FRA            | CS    | Kévin Cabral       |
| 97 | CAN            | KP    | Ralph Priso        |
| 99 | USA            | V     | Jackson Travis     |